# Mykola Bilocerkivec'
Mykola Viktorovyč Bilocerkivec' (in ucraino Микола Вікторович Білоцерківець?; Lebedyn, 5 dicembre 1986) è un ex giocatore di calcio a 5 ucraino.

## Carriera
Difensore prolifico, capace di realizzare oltre cento reti nel campionato ucraino, Bilocerkivec' è stato premiato come miglior giocatore assoluto dell'Ekstra-Liga 2014-15.
Con la nazionale maschile di calcio a 5 dell'Ucraina ha disputato una Coppa del Mondo e due edizioni del campionato europeo.

## Palmarès
- Campionato ucraino: 6
Lokomotyv Charkiv: 2012-13, 2013-14, 2014-15
Prodeksim: 2017-18, 2018-19, 2019-20
- Coppa d'Ucraina: 3
Lokomotyv Charkiv: 2015-16, 2016-17
Prodeksim: 2020-21
- Supercoppa ucraina: 5
Lokomotyv Charkiv: 2013, 2014, 2015, 2016
Prodeksim: 2021